# Abdirashid Ali Shermarke
Ali Scermarke Abdirascid (Harardera, 16 ottobre 1919 – Las Anod, 15 ottobre 1969) è stato un politico somalo e secondo Presidente della Somalia.

## Primi anni
Appartenente al clan dei Migiurtini, nacque  nel 1919 ad Harardera, città situata nella regione centro-settentrionale somala del Mudugh.
Cresciuto a Mogadiscio, frequentò scuole coraniche e completò la sua formazione elementare nel 1936. In seguito lavorò come commerciante e come funzionario civile nell'amministrazione coloniale italiana.
Nel 1943, anno della sua fondazione, divenne esponente della Lega dei Giovani Somali. L'anno successivo entrò nell'amministrazione britannica, continuando al contempo negli studi fino a completare la sua formazione secondaria nel 1953. Si guadagnò inoltre una borsa di studio per l'Università La Sapienza di Roma, dove si laureò in scienze politiche. Nel 1960 nacque suo figlio Omar Abdirascid Ali Scermarke, che avrebbe assunto l'incarico di Primo ministro nel 2009 e nel 2014.

## Carriera politica
Tornato nel 1959 dall'Italia dopo aver svolto gli studi universitari, Scermanke fu eletto all'Assemblea Legislativa.
Nel luglio 1960, con la proclamazione dell'indipendenza, il Presidenti della Somalia Aden Abdulla Osman lo nominò Primo ministro della Repubblica Somala, carica che mantenne fino al settembre 1964. I suoi doveri istituzionali lo videro viaggiare parecchio all'estero per cercare di costruire una politica estera non allineata e neutrale.
Eletto nel giugno 1967 Presidente dopo aver sconfitto lo stesso Osman, nel 1968 scampò per poco ad un attentato: di ritorno dall'aeroporto, una granata esplose vicino all'auto che lo stava trasportando.
Fu assassinato nel 1969, mentre era in visita ufficiale alla città settentrionale di Las Anod: una sua guardia del corpo gli sparò con un'arma automatica, uccidendolo sul colpo. Secondo alcuni osservatori, i motivi dell'assassinio sarebbero stati più personali che politici. Una settimana dopo (il giorno dopo i suoi funerali), l'esercito attuò un colpo di Stato incruento, diretto dal suo comandante in capo, il generale Siad Barre.